# Atriplex bonnevillensis
Atriplex bonnevillensis là loài thực vật có hoa thuộc họ Dền. Loài này được C.A.Hanson mô tả khoa học đầu tiên năm 1962.